# Corporación Acme
La Corporación Acme es una empresa ficticia que existe en el universo de los Looney Tunes y de La Pantera Rosa. Apareció la mayor cantidad de veces en las caricaturas de El Coyote y el Correcaminos, que hicieron famosa a ACME por sus productos peligrosos y poco reales, los cuales fallaban catastróficamente de las peores maneras.
La primera aparición de la corporación Acme fue en una caricatura de uno de los Looney Tunes del personaje Buddy llamada Buddy's Bug Hunt. También apareció en la caricatura del personaje Elmer Fudd llamada Count Me Out, en la cual Elmer compra un kit de productos de Acme.
La compañía nunca es definida claramente, pero aparenta ser un conglomerado que produce todos los productos imaginables, sin importar la elaboración ni la extravagancia de los mismos. Un ejemplo es la Goma de Borrar Gigante de Acme, la cual sirve para "atrapar animales que corren por carreteras" y que aparece específicamente en el programa de El Coyote y el Correcaminos.
Por lo general, los productos de la empresa ficticia Acme son de mala calidad y tienden a fallar, aunque estos problemas son atribuidos también al mal uso del comprador.

## Inspiración
El nombre de la compañía es irónico, ya que la palabra acme deriva del griego acmé (ακμή), cuyo significado es "el apogeo" o "el punto más alto al que se puede llegar".
En los años 1930, cuando el negocio de directorios telefónicos (como las Páginas Amarillas) comenzó a ser popular, los dueños de los negocios se dieron cuenta de que los negocios cuyos nombres comenzaban con la letra "A" estarían listados al principio de sus categorías. Un nombre de una compañía que la hiciera aparecer primera en el listado era, sin dudas, el mejor. La broma llegó a las caricaturas de Warner Bros. en 1949, cuando hizo su primera aparición en una caricatura de El Coyote y el Correcaminos.
Como los productos ficticios de Acme son, por lo general, adquiridos por correo, parodian a la famosa compañía Sears de Estados Unidos, la cual se especializaba en vender productos por catálogo. Incluso, los catálogos de Sears presentaron un número de productos con la marca "Acme", incluyendo barras de acero cinceladas, las cuales son usadas con frecuencia como utilería por la Warner Bros.
En la red pueden encontrarse otras teorías acerca del significado exacto de ACME, como 'American Company that Makes Everything' o 'A Company that Makes Everything', y otras fuentes.

## Apariciones en caricaturas

### Caricaturas de Warner Bros.

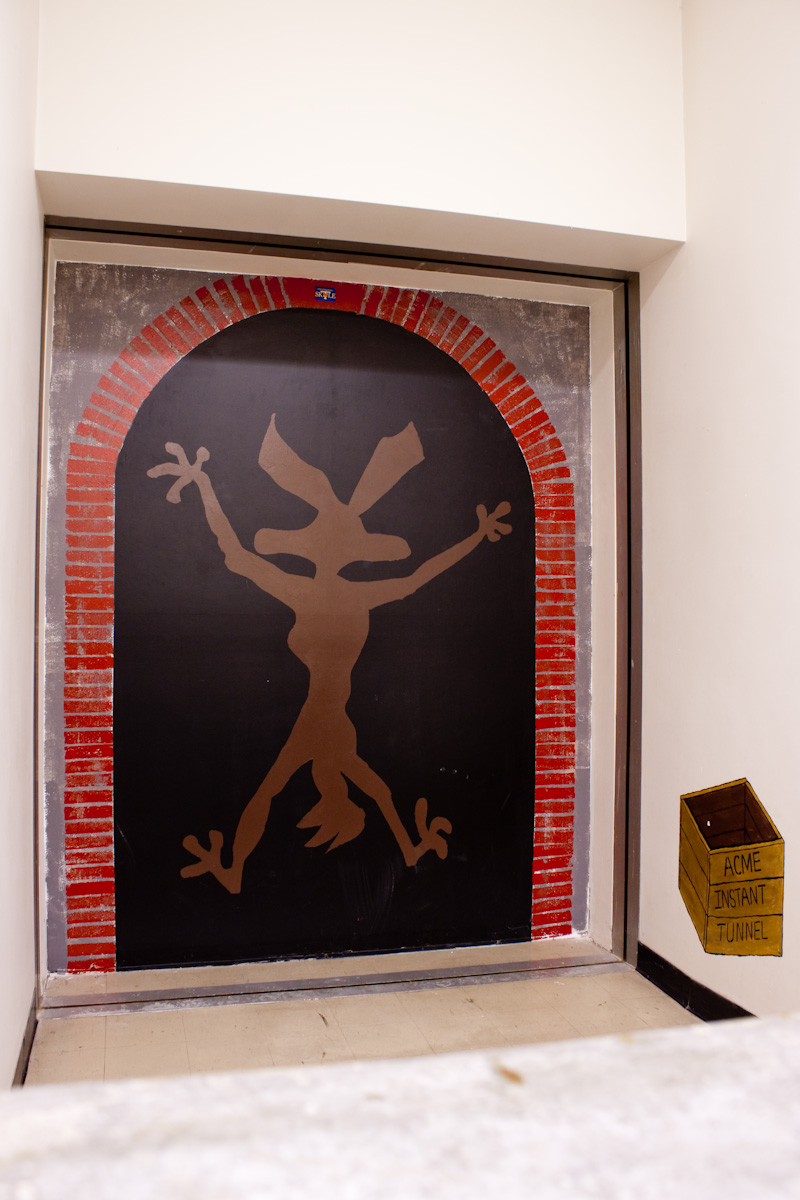
Un mural donde Wile E. Coyote se estrella contra un túnel instantáneo ACME, en la pared de la Biblioteca Rotch del MIT

- En los cortometrajes animados, Wile E. Coyote frecuentemente compraba productos por correo (en algunos casos, se puede ver al Coyote recibiendo sus paquetes segundos después de haberlos encargado). Su arsenal de productos Acme incluye armas, cohetes, resortes, imanes gigantes, semillas de acero para pájaros y otros productos que le permitiesen atrapar al escurridizo Correcaminos. Los productos tendían a fallar de formas cómicas; incluso, en una revista ficticia se hizo una "nota" en la cual se contaba la historia de un abogado que había demandado a Acme por la baja calidad de sus productos, ya que el Coyote sufría frecuentes lesiones por esta causa.[3] Para compensar, es necesario aclarar que algunos productos Acme sí funcionan bien, específicamente los cohetes, los Patines Veloces, las Pastillas para Fabricar Tornados, y las Vitaminas Para Hacer Crecer las Piernas. Por lo general, los productos Acme fallaban por la incompetencia de los personajes como Wile E. Coyote o el gato Silvestre, pero funcionaban cuando eran manejados por seres más inteligentes, como Bugs Bunny.

- El protagonista sin nombre del clásico One Froggy Evening comenzó trabajando para la Empresa de Construcción y Demolición Acme. Luego, se puede ver que la compañía sigue funcionando en el futuro, apareciendo en 2056 como la Empresa Desintegradora Acme.

- La serie Las aventuras de los Tiny Toons expandió la influencia de Acme, ya que la ciudad en la que se llevaba a cabo el programa se llamaba "Acme Acres". Los protagonistas jóvenes del programa, además, estudiaban en la "Looniversidad Acme". El Pequeño Coyote a menudo compraba productos de la compañía ficticia Acme para atrapar al Pequeño Correcaminos. En un episodio, la compañía revela su eslogan: "Durante cincuenta años, los líderes en el caos creativo".

- Acme también apareció en uno de los episodios de la serie animada Don Gato como el nombre de una tienda.

- En la película de 1988 ¿Quién engañó a Roger Rabbit?, donde se incorporan varios personajes de Looney Tunes, se trató de explicar el trabajo de Acme en gran detalle. El argumento de la película se centra en el asesinato de Marvin Acme, el fundador de la Corporación Acme. Muchas de las escenas de la película muestran varios de los productos Acme y algunas escenas principales se llevan a cabo en la fábrica de Acme.

- Acme apareció en la serie animada Dinamita, el perro maravilla, en el episodio "The Prophet Profits", como el logo en una camioneta de floristería llamada "ACME Flowers", y en el episodio "The Harbor Robber", como el logo de una bolera llamada "ACME Bowling".

- En la caricatura Pinky y Cerebro, el dúo vive en el "Laboratorio Acme."

- En la serie Animaniacs, muchos episodios se llevan a cabo en las Cataratas Acme.

- En un episodio de Animaniacs, Albert Einstein tenía problemas con su ecuación E = mc², y Yakko, Wakko y Dot lo ayudaron escribiendo la palabra "ACME" al revés (Wakko escribió la "A" de "ACME" de otra manera, de forma que luciera como un "2") y Einstein procedió a incluir un "=" entre la "M" y la "E", terminando con "E=mc²".

- Acme también fue mencionada dos veces en la serie animada de Cartoon Network Class of 3000:
  - En el episodio "Westley Side Story", Eddie da 100$ a un coyote para que se pueda comprar los Patines Veloces Acme.
  - La Corporación Acme le da tomates a la escuela, como es visto en el episodio "Am I Blue?".

- La película de 2003 Looney Tunes: Back in Action mostró a los dueños de la empresa ACME, de la cual se revela que es una corporación multinacional cuyos ejecutivos son liderados por un villano al estilo de James Bond llamado "Sr. Presidente", quien es el principal antagonista de la película; en un momento, el Coyote informa al Sr. Presidente de que no cumplió su misión porque los productos que le mandaron eran defectuosos, a lo que el ejecutivo responde "¡No culpes a los aparatos! ¡Funcionan correctamente! ¡Son marca Acme!". En la película, Acme es similar a la compañía Virtucon de las películas de Austin Powers (además, el Sr. Presidente se parece mucho físicamente a Austin Powers).

- En la serie de animación Loonatics Unleashed, la ciudad se llama Acmetropolis.

## Otras apariciones
- Muchos objetos pertenecientes a los dibujos animados de La pantera rosa y La hormiga y el oso hormiguero presentan claramente su marca "ACME".

- En la película animada de Warner Bros. Quest for Camelot, el villano, Lord Ruber, usa una poción mágica durante su número musical para convertir a sus hombres en armas humanas. El vaso en el cual se prepara la poción tiene grabada la palabra "acme".

- En la película JFK, de Oliver Stone, en una de las secuencias finales donde el fiscal Jim Garrison explica los detalles del asesinato del presidente estadounidense, algunos de los supuestos asesinos que disparan por la espalda a John F. Kennedy lucen monos con la marca ACME en su espalda.

- Acme fue usado incansablemente por Gary Larson en su historieta The Far Side como una marca genérica, utilizada en todo tipo de compañías y productos.

- En el episodio de Padre de Familia titulado "PTV", un gag muestra a Peter Griffin como el dueño de una compañía de correos, la cual es visitada frecuentemente por Wile E. Coyote. La mala suerte del Coyote con los productos Acme se ve reflejada cuando trata de devolver una honda gigante, que había fallado.

- Bullwinkle J. Moose se disfrazó en una ocasión de un vendedor de la aspiradora ACME en un episodio de The Rocky and Bullwinkle Show.

- Acme apareció en Los Simpson varias veces:
  - En el episodio de 1997 titulado "Realty Bites", se muestran intentos de Snake Jailbird para recuperar su automóvil, en poder de Homer; uno de sus intentos es extender una cuerda de piano marca Acme a lo largo de la carretera para decapitar a Homer mientras conduce.
  - En el episodio del año 2000 titulado "Last Tap Dance in Springfield", el jefe Wiggum usa trampas para rata marca Acme en el centro comercial.
  - En el episodio titulado "The Day the Violence Died", Daly/Pica usa patines marca Acme.

- En la película animada de la serie South Park, llamada South Park: Bigger, Longer & Uncut, las sillas eléctricas que son utilizadas para ejecutar a Terrence y Phillip son enviadas por correo en una caja de Acme.

- El logo de Acme apareció en El Bueno, el Malo y el Feo, estampado en cajas de pólvora negra en la armería que roba Tuco.

- La Comprehensive Perl Archive Network tiene una marca "Acme", cuyos productos son abstractos, inútiles y humorísticos, y sirven para el lenguaje de programación Perl.[4]

- En partes de la película de Arnold Schwarzenegger Last Action Hero se pueden ver productos Acme.

- ACME es el nombre de la librería atendida por Dorothy Malone en The Big Sleep, de Howard Hawks, en la que se refugia el detective Philip Marlowe mientras aguarda la llegada de A. G. Geiger.[5]

- ACME es la marca de gasolina en la Estación de Servicio de Wally en la serie de 1960 de la CBS The Andy Griffith Show.

- ACME también aparece en la película de Jim Carrey Ace Ventura: Pet Detective, cuando su amigo Woodstock busca información en su computadora, y las palabras "ACME Databases Services" aparecen en la parte superior de la pantalla.

- Termites of 1938 es una película corta de Los Tres Chiflados en donde los Chiflados asisten a una cena de la alta sociedad. Los problemas comienzan cuando una mujer rica no tiene cita para acudir a la fiesta, por lo que se le recomienda que use el Servicio de Acompañantes Acme. La mujer hace que su mucama, una mujer afrodescendiente, consiga a los acompañantes, después de mencionar que quiere que sean buenos, pero la mucama llama a los Exterminadores Acme. Los exterminadores son, por supuesto, los Tres Chiflados: Moe, Larry y Curly.

- ACME también apareció en la serie My Name Is Earl, en el episodio "Creative Writing".

- La marca ACME también está presente en algunos episodios de La pantera rosa, como "Pink Pest Control" y "Pink In The Clink", entre otros.

- La marca ACME aparece en la película Sigamos la flota, de 1936, en un paquete de bicarbonato.

- ACME es la marca de los sacos de obra que forman la vela del edificio-barco en la película de comedia El sentido de la vida, de los británicos Monty Python.

- En la película El milagro de P. Tinto aparece tanto la marca ACME como una parodia de la misma llamada Mikasa.

- En el videojuego Castlevania: Lords of Shadow 2 se puede observar una bolsa con las siglas ACME.

- En la película muda El tenorio tímido (Girl Shy), de 1924, protagonizada por Harold Lloyd, aparece una caja de galletas para perro marca ACME.

- En el universo Marvel ACME es mencionada al menos dos veces, en dos de los primeros tomos de Spider-Man; en el tomo N.º 10 de The Amazing Spider-Man aparece como un garaje para coches llamado "ACME Garage"; en uno de los primeros tomos de Daredevil aparece como una fábrica de alarmas llamada "ACME ALARMS", la cual fue atracada por el Matador (Manuel Eloganto); y en el tomo N.º 20 de Fantastic Four aparece como una compañía llamada "ACME Atomics Corporation", en la cual trabaja el Hombre Molécula (Owen Reece).

- En la película Los valientes andan solos, dirigida por David Miller en 1962, es recurrente ver un camión con publicidad de la fábrica ACME relativa a suministros para los cuartos de baño.

- En el episodio "It's Only a Beautiful Picture" de la serie británica Los Profesionales (1980) transportan un dispositivo electrónico llamado "Strayton four" en una furgoneta que tiene la inscripción "ACME Drilling".

- En el videojuego Cuphead la inscripción de ACME puede ser encontrada en distintos objetos y lugares.

- En la serie Scandal, es mencionada por el personaje de Jake en el capítulo 13 de la temporada 3, siendo el señuelo de su trabajo para no decir que trabaja en la división gubermanental B-613, sino que trabaja para una compañía de suministros de oficina ACME Ltd.

- En la película de James Bond Licencia para matar (1989), la marca ACME aparece en el almacén donde esconden al tiburón blanco.

- En el séptimo capítulo de la octava temporada de Two and a Half Men se ve un camión de maniquís de la corporación ACME que son usados para fingir la boda de Rose.

- En el cuarto capítulo de la tercera temporada de Los Soprano hace aparición la marca ACME en una máquina expendedora de bebidas en un sueño de la terapeuta de Tony Soprano.

- En la película The Witches (Brujas), protagonizada por Anne Hathawey y Octavia Spencer. El mantenimiento del hotel coloca trampas para ratones, marca Acme, en la habitación, para cazar, sin saberlo, los ratones en que se han convertido los niños.

- En el primer capítulo de la segunda temporada de Paradise PD Gina le roba los paquetes de Amazon de la marca ACME a Wile E. Coyote para tratar de sacar a Dusty de la cárcel de mujeres.

- En el capítulo 133 de la segunda temporada de Casi ángeles, Bartolomé Bedoya Agüero intenta destruir un reloj antiguo utilizando una dinamita marca ACME.

- En los últimos minutos del quinto capítulo de la serie El gabinete de curiosidades de Guillermo del Toro titulado "Modelo" aparece un horno de la marca ACME.